# さよならドビュッシー前奏曲 要介護探偵の事件簿
『さよならドビュッシー前奏曲 要介護探偵の事件簿』（さよならドビュッシープレリュード ようかいごたんていのじけんぼ）は、中山七里による日本の推理小説の連作短編集。2011年に単行本が『要介護探偵の事件簿』というタイトルで刊行。2012年に現タイトルに改題・修正加筆されて文庫化された。
ピアニスト・岬洋介を探偵役とする『さよならドビュッシー』のエピソード・ゼロとなる短編集で、その前日談が集められており、いずれも『さよならドビュッシー』で命を落としてしまう香月玄太郎と、その介護士である綴喜みち子がメインとして登場する。最後に収録されている短編「要介護探偵の冒険」のラストは『さよならドビュッシー』で火事が起こる数時間前の出来事であり、主人公となる岬洋介が唯一登場する。

## 収録作品
- 要介護探偵の冒険（別冊宝島1711『『このミステリーがすごい!』大賞STORIES』 2010年11月）
- 要介護探偵の生還（書き下ろし）
- 要介護探偵の快走（『このミステリーがすごい! 2011年版』2010年12月）
- 要介護探偵の四つの署名（書き下ろし）
- 要介護探偵最後の挨拶（書き下ろし）

## 共通登場人物
※複数の短編に登場する人物を記載。
主要人物
香月 玄太郎（こうづき げんたろう）
本作の主人公。愛知県本山にある通称「お屋敷町」と呼ばれる高級住宅地に建つ香月家の当主であり、長男夫婦とその娘、次男、そして長女の娘と生活している。黙ってさえいれば好々爺に見えないこともないが、気性は猛々しく、大声で「くそだわけぇ！！」とありとあらゆる場面で人を罵倒する。世知や常識には目もくれず、自分の物差しで物事を二分し、正しいか過ちかではなく、好ましいか好ましくないかを判断基準として生きており、好ましい誠意ある対応をする者に対しては誠意をもって対応する。カネにはカネ、暴力には暴力、権力には権力で対抗する性分で、公安委員長の則竹（のりたけ）や国会議員で警察庁OBの宗野（むねの）などだけではなく、堅気ではない建築屋などにも顔が利くが、公務員（特に警察官）という人種を毛嫌いしている。周りからの人物評は大きく二分しており、老獪な野心家とたたえる声もあれば拝金主義者とけなす声もある。
香月地所（二部上場・社員数百人）の社長であり、社員にも傍若無人、粗野で頑固などと評され、女性社員にも「早く結婚しろ、短いスカートはくな」などと口うるさく、考え方はナウマン象よりも古いなどと言われているが、なぜか「自分のおじいちゃんと仕事をしているみたいだ」と慕われている。その他、町内会長や国民党の後援会長も務めている。
70歳で脳梗塞を患う。四肢が自由に動かず、失語症となるが、リハビリによって回復し（#要介護探偵の生還参照）、現在言語は完全に元に戻っている。香月家の敷地内にバリアフリーの造りで玄太郎専用の平屋建ての離れを建て、車椅子で生活する。ハッチを開ければ車椅子ごと乗車できるワンボックスにリフトを備えた介護車両（元々介護サービス社の所有だったもの）も運転手ごと買い取る。部下によると倒れた後は人間が丸くなったというが、歯に衣を着せない物言いは変わらない。
機械のことになると話が止まらなくなり、無線にも詳しい。模型作りが唯一の趣味。資産家だが、クレジットカードは1枚も持っていない。
綴月 みち子（つづき みちこ）
玄太郎担当の介護士。夫を早くに亡くし、娘も20歳過ぎに嫁いだため、現在は1人暮らし。姪がいる。介護の民間サービス会社に常勤職員として勤めており、玄太郎本人がその会社に依頼したことにより、優秀な職員ということで派遣された。玄太郎の前評判を聞いていたため最初は及び腰だったが、香月徹也・悦子夫婦の「雇う」ではなく「お願いする」という態度に好印象を抱いたことと、自由に動かない自分の四肢に癇癪を起こしながらも闇雲にでもリハビリを続けようとする玄太郎の姿を見て、仕事を受けることを決めた。玄太郎のように言動が無茶苦茶で危険な患者の世話は自分にしかできない、何があっても辞めないと決意する。
香月家
香月 徹也（こうづき てつや）
玄太郎の長男。
香月 悦子（こうづき えつこ）
徹也の妻。
香月 遥（こうづき はるか）
徹也と悦子の娘で玄太郎の孫。
香月 研三（こうづき けんぞう）
玄太郎の次男。
片桐 ルシア（かたぎり ルシア）
玄太郎の長女・片桐玲子の娘で玄太郎の孫。
警察関係者
佐野 治仁（さの はるひと）
津島警察署の署長。香月邸がある本山地区を担当する派出所に勤務していた時からの旧知の間柄。不良グループによるトルエン盗難事件での玄太郎の振る舞いに感銘を受けたという。それから年月が過ぎても交流は続いており、玄太郎が倒れた時も病院やリハビリに駆けつけたり、玄太郎の頼みを聞いて部下を派遣したりする。
洪田（こうだ）
中警察署署長。身長は180センチメートルを超え、恰幅も良い。ノンキャリア組の叩き上げで、穏健な風貌ながら刑事の臭いを残している。警察官としての護るべき順序は心得ている。
桐山（きりやま）
中警察署強行犯課長。親の代から市内に住みついている。洪田との付き合いはまだ浅く、1年にも満たない。玄太郎から飼い犬のように呼びつけられ、事件についての報告をさせられる。
その他
谷口 沙織（たにぐち さおり）
「香月地所」で経理をつとめる事務員。ブローバ・フレームの眼鏡とタイトな制服が印象的だが、外見とは裏腹に間延びした口調をしている。そして口調に似あわぬ辛辣な意見を述べるが、玄太郎が倒れた時には真っ先に病院に駆けつけた。
加納（かのう）
「香月地所」の顧問弁護士。

## 各話あらすじ

### 要介護探偵の冒険
玄太郎は店子の「ハルミ建設」社長の春見から、事務所の建築士・烏森が建設中の建物の中で、内側から鍵がかかった状態で死んでいるという連絡を受ける。周辺の六筆三百五十坪の土地の持ち主でもある玄太郎は、土地の値下がりの懸念を理由に現場へ向かう。若手刑事に現状を尋ねるも教えてもらえず、怒った玄太郎は津島署署長の佐野に電話をして部下の副島を寄越させ、詳細を聞く。烏森の死体は犬を散歩中の老人が窓の外から発見したらしい。警察は8000万円の保険金受取人になっている妻の仁美を重要参考人として任意同行するが、密室のからくりは謎のまま。玄太郎は自ら烏森の自宅マンションに赴き、そして事件の真相に気づく。
春見 善三（はるみ ぜんぞう）
「ハルミ建設」社長。七宝町に事務所をもつ。大工の腕は棟梁並み。
烏森 健司（かすもり けんじ）
「ハルミ建設」建築士。デザインは独創的で新進気鋭と持て囃されてきたが、依頼主の注文通りに作らずトラブルになることも多かった。自身が設計し、「ハルミ建設」が施行した最初の物件・広小路通の一筋裏に位置する栄の2LDKのマンションで妻と娘・奈菜（なな）と3人暮らし。
自身が建設中の建物内で死んでいるのが発見される。
烏森 仁美（かすもり ひとみ）
健司の妻。働いていないが、お金を高級ブランド品につぎこみ、実は破産寸前。実家は大阪。柏木（かしわぎ）という税理士の愛人がいる。
副島（そえじま）
津島署捜査一課課長で今回の事件現場の指揮官。警察官というより腰巾着の役員秘書といった感じ。強大な権力に弱く、上司である佐野の命令で玄太郎に事件の詳細を報告する。
海部（かいふ）
烏森の死体検案書を作成した大学教授。物腰が柔らかく、第一印象は流行りの町医者という感じ。

### 要介護探偵の生還
新しい年度が始まってすぐ、玄太郎が倒れる。検査の結果脳梗塞と診断され、しかも中大脳動脈と前大脳動脈が同時に詰まるという極めて稀な症状で、手術がうまくいったとしても運動、感覚、言語に障害が残ることは覚悟が必要と言われる。なんとか手術は成功するも、意識は戻らないまま病状は一進一退。しかしインドネシアから帰国した長女・玲子の「くそ爺、起きろ！！」の声でなんとか目を覚ます。ただし後遺症は下半身と両手の指、言語中枢に及んでいたため介護士の綴喜みち子が雇われる。日常生活の中で工夫するだけでなく、民間のリハビリセンター「名古屋老健ケアセンター」に連れて行ったりもしてみるが、有能ではあるが玄太郎のことを「お爺ちゃん」と呼ぶ療法士とはすれ違い、任せていられないと感じたみち子は玄太郎唯一の趣味である模型に目をつけ、やらせてみる。時間はかかるが驚くべき忍耐力で作業を続けたため、みち子はこれこそがリハビリになると確信。しかもその姿が他の患者の励みになるという院長からの申し出で、玄太郎は患者たちの前での模型作りを続けることになる。そのケアセンターでは同じく脳梗塞の後遺症で入所している領家壮平とその家族の熱心なリハビリ風景も評判となっており、みち子も感心していたが、壮一が10メートルのリハビリ歩行の最中に転倒した時、話せなかったはずの玄太郎の声が張りあがる。
御陵（みささぎ）
玄太郎をアテローム血栓性脳梗塞と診断し、手術を執刀した40代の外科医。眼鏡の奥には理知的な瞳を覗かせている。
玲子（れいこ）
玄太郎の長女。夫の仕事の都合でインドネシアに行き、そのまま帰化してしまった。思い立つとすぐ行動したり、常識やしがらみにとらわれないところは姉弟の中で1番玄太郎に似ており、1番逆らうことも多かったが、1番仲も良かった。
玄太郎が倒れたと聞き、一時帰国する。
領家 壮平（りょうげ そうへい）
「名古屋老健ケアセンター」の患者。元々狭心症も患っていたが、脳梗塞により右側の機能が完全に麻痺し、失語症となっている。
領家 壮一（りょうげ そういち）
壮平の長男。1か月前に京都から壮平を引き取った。壮平のリハビリに熱心に付き合う。
領家 亜摘（りょうげ あづみ）
壮一の嫁。壮一と共に、義父の壮平のリハビリに付き合う。
領家 翔平（りょうげ しょうへい）
壮一と亜摘の息子で壮平の孫。なぜか壮平のリハビリを邪魔する。
溝呂木 郡司（みぞろぎ ぐんじ）
「香月地所」の株主。年齢は玄太郎と同じくらいで、スキンヘッドで顎に白髭を蓄えており、とても堅気のものには見えない。右翼の肩書をもつ総会屋で、紋付羽織袴で株主総会に出席し、脳梗塞で倒れた玄太郎を取締役から解任させようと目論む。

### 要介護探偵の快走
新しい車椅子で次男・研三と競争して負かせて機嫌上々の玄太郎は、この界隈のマドンナである神楽坂美代に声をかけられ、高齢者ばかりを狙う通り魔がいるという話を聞く。後日、その美代自身が襲われ、骨折と打撲で全治4か月の怪我を負ってしまう。見舞いに行った玄太郎は美代と他の年寄連中に言われて嫌いな警察に相談に行くが、担当は強行犯ではなく生活安全課の対応になっており、しかもその捜査に真剣さも感じられなかった玄太郎は結局キレて、自らがおとりとなって捜査することを決める。みち子が止めるのも聞かずに実行するが、結局襲われることはなく、代わりに町内の違う場所で、玄太郎と同じく車椅子生活で、最近他人の家の植木鉢を払い落とすという問題行動が目立つ佐分利亮助が襲われる。警察にお願いされ、佐分利家に赴いて亮助と事件の話をした玄太郎は1週間後、なぜか校区の小学校に行き、運動会の項目に口を出し、賞金100万円を懸けた車椅子レースをやると言い出す。そして運動会当日、競争は次々と脱落者が出て、最後は佐分利亮助と玄太郎の一騎討ちとなる。
神楽坂 美代（かぐらざか みよ）
香月家の近所に住んでいる80歳の老女。昔からこの界隈のマドンナで、現在もまるで歳を感じさせず上品で皆の姉貴のような存在であるため、玄太郎も頭が上がらない。20歳過ぎに婿養子を迎えたが、早くに亡くしてしまってからはずっと寡婦である。
佐分利 亮助（さぶり りょうすけ）
香月家の近所に住む車椅子の老人。90歳で区内最高齢。生白い肌には無数の老人班が浮かび、白髪と盛大な髭を生やしている。昔は剣道の道場の師範を務めていた。
佐分利 征三（さぶり せいぞう）
亮助の息子。2年前までは民間企業につとめていた。兄が亡くなってから亮助の面倒をみるために10年以上同居している。
佐分利 達子（さぶり たつこ）
征三の妻。車椅子を押して近所を散歩するなど、亮助の介助をする。
石井（いしい）
中署生活安全課所属の刑事。おっとりした女性。
纐纈（こうけつ）
高針にある纐纈製作所（車椅子の製造販売会社）にいる技術屋。玄太郎の車椅子を担当している生真面目そうな男。元は大手自動車メーカーにいたが、その会社がF1参戦を取りやめたために脱サラした。

### 要介護探偵の四つの署名
玄太郎とみち子があおい銀行に行くと、支店長の小山内がいつものようにご機嫌取りに近寄って来るが、今日は計画停電で14時閉店だという。間もなくその閉店時間となり、シャッターが下りようとしていた時、4人の男たちが滑りこんできて拳銃を高々と挙げ、玄太郎とみち子を含めた23人はあっという間に制圧されてしまう。怯えるみち子や客たちに比べ、飄々と携帯カメラで犯人達を撮ろうとする玄太郎は怒りを買うが、犯人達はみち子や小山内が必死に玄太郎をかばうのを見て、その正体が財界の重鎮であることに気づく。玄太郎の存在を楯にとって警察を牽制しつつ、停電で無意味になった電磁ロックがかかった地下に眠る大金庫を開けさせ、まんまと金地金を手にした犯人達だったが、そんな4人に玄太郎は説教という名の説得を始め、4人が実は黒幕に騙されているという事実を突き付ける。
アル / 赤木 良輔
銀行強盗。リーダー格。
ビリー / 坂東 清隆
銀行強盗。コンピュータや無線担当。現実的で冷静。
チャーリー / 千葉 康明
銀行強盗。小柄。目の前の金に浮かれるが、リーダーの言うことには1番てきぱきと従い、動く。
ディック / 土肥 哲夫
銀行強盗。腕力が強く、力仕事を引き受ける。
小山内（おさない）
あおい銀行栄支店の支店長。流行の軽量フレーム眼鏡をかけた神経質そうな瓜実顔。どんな時でも営業スマイルを欠かさないが、なぜか痛々しい。
桜庭（さくらば）
愛知県警本部長。この事件の捜査本部の最高責任者。言動や臭いは官僚のようで、事件の解決よりも自らの人事のための功績を狙っている。爬虫類を思わせる目をしている。
高城（たかぎ）
愛知県警特別対策班。

### 要介護探偵最後の挨拶
玄太郎が所有するマンションに入居を希望した岬洋介との面接を終えた後、玄太郎は自身が後援会長を務める国民党副幹事長の宗野から、国民党愛知県連代表の金丸公望が誰かに毒を盛られて死亡したと聞かされる。みち子と2人で金丸邸へ向かい、現場にいた刑事の桐山に状況を説明させるが、警察もカルロス・クライバーが指揮する「ベートーベン交響曲第7番」の海賊版のレコードを再生中にリクライニング・チェアの上で悶絶死したということと、毒物は青酸カリだが帰宅してからは何も口にしておらず摂取経路がわからないと首をひねっている状態であった。公望の死後、コレクター仲間だった萱場という男がレコード目当てにやって来たと聞き、その希少価値を知った玄太郎は、これ目当てで殺人が起きてもおかしくないと考えるが、やはり毒を飲ませる方法が思いつかない。息子の龍雄の出馬選挙や、今回の事件について責任を問われるであろう代表質問を控え、事件の早期解決を宗野から懇願された玄太郎は、もっと音楽に詳しい者ならわかるかもしれないと、岬に意見を求める。
岬 洋介（みさき ようすけ）
玄太郎所有のマンションの入居希望者。愛知音楽大学の臨時講師。ペーパードライバー。
玄太郎に頼まれ、金丸公望殺害事件のトリックを考える。
金丸 公望（かねまる きんもち）
国民党愛知県連代表。国民党古参議院で幹事長の経験もある。声も図体もでかいが押しが強い親分肌だが、裏表がなく人懐っこい笑顔が愛され、長年支持され代表を務めてきた。町の修理工場で一緒に働いていた玄太郎とは幼いころからケンカもしてきたが、女房にも見せない部分を互いにさらけ出すような旧知の仲。レコード鑑賞が趣味。5年程前に肺気腫を患った。
官有地払下げの入札で産廃業者の便宜を図ったのではないかという汚職疑惑が取り沙汰されていたが、自宅で青酸カリを摂取したことにより死亡する。
宗野 友一郎（むねの ゆういちろう）
国民党副幹事長。金丸公望の信奉者。
金丸 裕佑（かねまる ゆうすけ）
公望の孫。細面の青年。愛知音大3年生でチェロ担当。
金丸 龍雄（かねまる たつお）
公望の長男。勤めていた塗料メーカーが倒産した時に玄太郎が拾ったため、玄太郎の元部下。その後公望にひっぱられ、県会議員となった。公望ほどの図太くなく、どこか繊細。
金丸 和美（かねまる かずみ）
龍雄の嫁。
萱場（かやば）
レコーディングスタジオカヤバの代表取締役。顎髭を生やし、がっしりとした屈強な山男のような風貌。目は金貸しのように相対するものをにらみつける。公望とはコレクター仲間。
鳴海 真一（なるみ しんいち）
「国会の爆弾男」と呼ばれる、過去には野党で幹事長まで務めた男。スッパ抜きと舌鋒鋭い追及で議員が過去何人も辞めている。

## 書評
ミステリ評論家の千街晶之は、「長編が得意なら短編が苦手、短編が得意なら長編が苦手という作家が多数いる中、こうして短編5作全てで水準の高いミステリを提供したことで、中山七里がどんな小説の長さでもそれに見合った意外性を演出できるオールラウンド・プレイヤーであることを証明した。」と評している。

## 書籍情報
- 単行本『要介護探偵の事件簿』：2011年10月7日発売[4]、宝島社、ISBN 978-4-7966-8624-2
- 文庫本『さよならドビュッシー前奏曲 要介護探偵の事件簿』：2012年5月10日発売[1]、宝島社文庫、ISBN 978-4-7966-9562-6、解説：千街晶之